# 日立建機ロジテック
日立建機ロジテック株式会社（ひたちけんきロジテック、英: Hitachi kenki Logistics Technology Co.,Ltd.）は、日本の物流会社。日立建機グループに属する。本社は茨城県土浦市にある。1999年10月1日設立。

## 概要
日立建機が手掛けていた建設機械の運送業務部門が1999年10月1日に分社化し、日立建機ロジテックが発足した。
国内における物流センターは茨城県土浦市内に２カ所ある。

## 沿革
- 1999年10月1日 - 日立建機ロジテック株式会社が設立。

## 事業所

### 日本国内
- 本社（茨城県土浦市）
- 土浦物流センタ（同上）
- 土浦第二物流センタ（同上）
- 霞ヶ浦工場（茨城県かすみがうら市）
- 上野事務所（東京都台東区）
- 常陸那珂臨港事務所（茨城県ひたちなか市）
- 龍ケ崎事務所（茨城県龍ケ崎市）
- 名古屋事務所（愛知県大府市）
- 名古屋物流センタ（愛知県東海市）
- 滋賀事務所（滋賀県甲賀市）
- 滋賀物流センタ（滋賀県蒲生郡日野町）
- 山形事務所（山形県東根市）
- 北海道営業所（北海道石狩市）
- 東北営業所（宮城県多賀城市)
- 関東甲信越営業所（埼玉県草加市）
- 中部営業所（愛知県岡崎市）
- 近畿営業所（京都府乙訓郡大山崎町）
- 播州事務所（兵庫県加古郡稲美町）
- 中国四国営業所（香川県坂出市）
- 九州営業所（福岡県糟屋郡新宮町）